# Partícula mediadora

Diagrama de Feynman de la interacció electromagnètica entre dos electrons mitjançant l'intercanvi d'un fotó.

Les partícules portadores o mediadores de la força, en la física de partícules, en el model estàndard, són els bosons, coneguts com a bosons de gauge. Són les partícules que generen les forces que existeixen entre altres partícules (no portadores).
En la física de partícules, el model estàndard descriu les forces fonamentals (Força nuclear forta, Força nuclear feble i Força electromagnètica). En aquestes teories cadascuna de les interaccions té un conjunt característic de força, o partícula portadora del camp, associada a l'excitació quàntica del camp de forces relacionat amb aquesta interacció. Aquest tipus de partícules estan sempre bescanviant-se entre les partícules de matèria que experimenten aquesta força.
Les partícules portadores, partícules missatgeres o partícules transportadores de les forces, o bé apareixen en etapes intermèdies o es produeixen durant tots els processos entre les partícules que pateixen aquest tipus d'interacció. Així doncs, les forces entre partícules de matèria es poden descriure en termes de camps de força estàtica i intercanvi de partícules portadores de la força entre les partícules afectades.

## Partícules portadores
- Els gluons són portadors o mediadors de la interacció nuclear forta.[1]
- Els fotons són portadors o mediadors de la interacció electromagnètica.[2]
- Els bosons W i Z són mediadors en la interacció feble.

El nom de la partícula portadora de la interacció gravitatòria és la partícula teòrica gravitó.
En el model estàndard, el bosó de Higgs, que és necessari per explicar la massa de les partícules fonamentals, interacciona a través de la interacció feble i la interacció de Yukawa, però no és una partícula portadora.